# Wybory prezydenckie w Armenii w 2013 roku
Wybory prezydenckie w Armenii odbyły się 18 lutego 2013. W pierwszej turze głosowania zwyciężył w nich dotychczasowy prezydent Armenii Serż Sarkisjan. Uzyskał wynik 58,64%. Wyborom przyglądali się przedstawiciele OBWE.
Do głosowania uprawnionych było 2 528 773 obywateli Armenii. Frekwencja wyniosła 60,09%.
Tuż przed wyborami jeden z kandydatów Parujr Hayrikian został postrzelony. 31 stycznia w Erywaniu Hayrikyan został postrzelony przez nieznanych zamachowców, którzy oddali dwa strzały. Jedna z kul trafiła Hayrikyanego w ramię.

## Kandydaci
Jeszcze przed rozpoczęciem głosowania z wyborów wycofali się dwaj kandydaci: Lewon Ter-Petrosjan (pierwszy prezydent niepodległej Armenii) oraz Gagik Carrukian (jeden z najbogatszych ludzi w kraju, lider drugiej co do wielkości partii, Bogata Armenia).
- Hrant Bagratian – premier w latach 1993–1996, lider partii Wolność
- Andrias Ghukasjan – politolog
- Parujr Hajrikian – były sowiecki dysydent, lider Zjednoczenie na rzecz Samookreślenia Narodowego Armenii
- Raffi Howhannisjan – pierwszy Minister Spraw Zagranicznych (1991-1992) niepodległej Armenii, lider partii Dziedzictwo
- Arman Melikian
- Serż Sarkisjan – prezydent Armenii, lider Republikańskiej Partii Armenii
- Wardan Sedrakian

Tuż przed wyborami wycofał się również Parujr Hajrikian, który 31 stycznia w Erywaniu został postrzelony w nieudanym zamachu. Nieznani zamachowcy oddali dwa strzały, a jednak z kul trafiła Hajrikiana w ramię.

## Wyniki
Wybory prezydenckie wygrał Serż Sarkisjan, uzyskując wynik 58,64% głosów. Drugie miejsce zajął Raffi Howhannisjan, uzyskując poparcie 36,75%. Frekwencja wyniosła 60,09%. Wybory były ostatnią bezpośrednią elekcją prezydenta. Od czasu nowelizacji konstytucji w 2018 roku prezydent Armenii jest wybierany przez członków Zgromadzenia Narodowego.
| Kandydat           | Partia                                                  | Głosy     | %       |
| ------------------ | ------------------------------------------------------- | --------- | ------- |
| Serż Sarkisjan     | Republikańska Partia Armenii                            | 861 160   | 58,64%  |
| Raffi Howhannisjan | Dziedzictwo                                             | 539 672   | 36,75%  |
| Hrant Bagratian    | Wolność                                                 | 31 643    | 2,15%   |
| Parujr Hajrikian   | Zjednoczenie na rzecz Samookreślenia Narodowego Armenii | 18 093    | 1,23%   |
| Andrias Ghukasjan  | bezpartyjny                                             | 8328      | 0,57%   |
| Wardan Sedrakian   | bezpartyjny                                             | 6203      | 0,42%   |
| Arman Melikian     | bezpartyjny                                             | 3516      | 0,24%   |
|                    | głosy nieważne                                          | 50 988    | 3,36%   |
|                    | RAZEM                                                   | 1 519 603 | 100,00% |